# Деніел Арнамнарт
Деніел Арнамнарт (англ. Daniel Arnamnart, 14 вересня 1989) — австралійський плавець.
Учасник Олімпійських Ігор 2012 року.
Призер літньої Універсіади 2013 року.